# Republicanismo en Australia
El republicanismo en Australia es un movimiento en el que se propone cambiar el estatus de Australia de una monarquía constitucional a una forma de gobierno republicano.
Los partidarios del republicanismo en Australia tienen diferentes motivos. Las posturas más comunes incluyen algunas en la que se plantea que el jefe de Estado australiano (monarca) no es australiano, y no es capaz de representar adecuadamente las aspiraciones del país; otra en que, en la actualidad, Australia es un país más diverso étnicamente a diferencia de su pasado donde casi la totalidad de sus habitantes eran de origen británico, y que las leyes de sucesión al trono están en contradicción con la Constitución australiana.
El republicanismo es una de las metas del Partido Laborista Australiano, y de una cantidad significativa del opositor Partido Liberal. Un referéndum llevado a cabo en el año 1999 sobre la decisión de cambiar el estatus mantuvo el poder de la monarquía, fracasando la opción republicana. A causa de la victoria de la monarquía, el apoyo popular para una república, aunque mayor que en el Reino Unido, ha disminuido de acuerdo a algunas encuestas recientes desde aquel entonces.

## Argumentos para el cambio y características del debate
Un argumento central hecho por los republicanos de Australia es que, como Australia es un país independiente, no es apropiado que el monarca y jefe de Estado del Reino Unido, el cual es un ciudadano británico, ejerza dicho poder para Australia. Algunos partidarios de la monarquía argumentan que el Gobernador General de Australia ya es jefe de Estado de Australia en su calidad de virrey autorizado por la Reina en Australia. Los republicanos sostienen que una persona que reside principalmente en otro país no puede representar adecuadamente a Australia, ya sea para sí mismo o para el resto del mundo, y no reconocen necesariamente al Gobernador General, como jefe de Estado en el sistema actual. El expresidente del Tribunal Supremo Gerard Brennan afirmó que: 

«siempre y cuando mantengamos el actual sistema nuestro jefe de Estado se determina para nosotros esencialmente por el Parlamento de Westminster.» (Las leyes de sucesión del Reino Unido continúan aplicándose en Australia, siendo los Acuerdos de Westminster el acuerdo de gobierno).

Como miembro del Movimiento Republicano australiano Frank Cassidy lo puso en un discurso sobre el tema: 

«En definitiva, queremos una residencia para el presidente.»

## Multiculturalismo y sectarismo

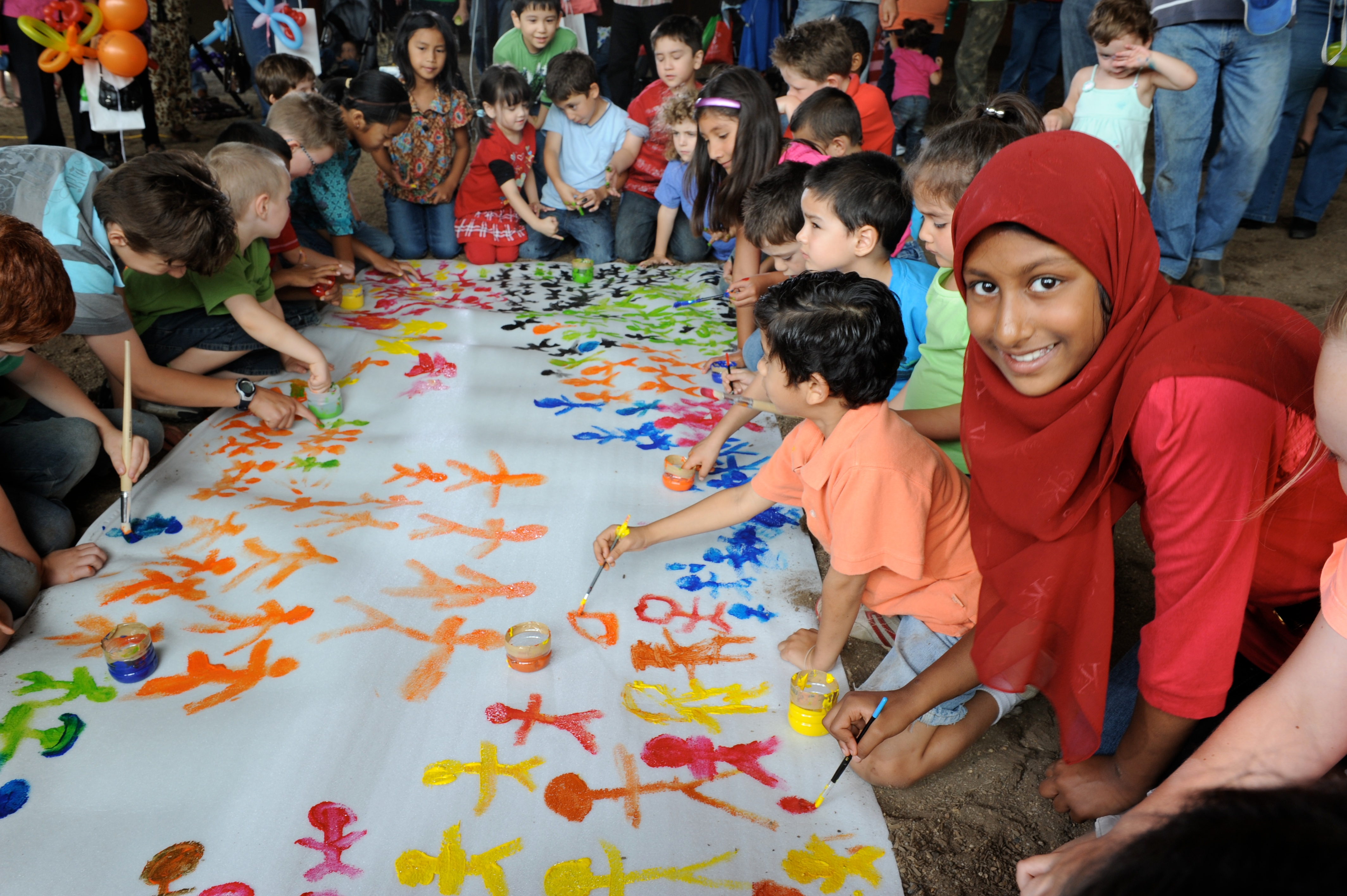
Harmony Day (Día de la Armonía), es una festividad llevada a cabo en Australia cada 21 de marzo para celebrar el multiculturalismo en dicho país. Australia se considera un país de inmigrantes donde cada uno aporta su propia cultura haciendo de éste un país diverso.

Los republicanos sostienen que Australia ha cambiado demográfica y culturalmente, de pasar de ser «británicos hasta la médula», como el primer ministro Robert Menzies declaró una vez, a ser menos británicos. Para algunos australianos que no son de ascendencia británica, en su opinión, la idea de una persona que es tanto monarca de Australia como el monarca del Reino Unido es una anomalía. También se ha afirmado que hay algunos aborígenes y algunos australianos de ascendencia irlandesa, que ven a la corona australiana como un símbolo del imperialismo británico.
Sin embargo, los monárquicos argumentan que los inmigrantes que dejaron atrás repúblicas inestables y han llegado a Australia a partir de 1945 dieron la bienvenida a la estabilidad social y política que se encuentran en Australia bajo una monarquía constitucional. Además, algunos aborígenes, como el exsenador Neville Bonner, declaró: 

«a un presidente republicano no le importaría nada sobre mi gente.»

También se ha afirmado que el monarquismo y el republicanismo en Australia delinean las tensiones sectarias históricas y persistentes con, a grandes rasgos, los católicos más propensos a ser republicanos y con los protestantes más propensos a ser monárquicos. Esto se desarrolló a partir de una escisión histórica durante la Australia de los siglos XIX y XX, en la que los republicanos eran en su mayoría de origen católico irlandés y los lealistas eran en su mayoría de origen protestante británico. Mientras que la inmigración masiva a partir de la Segunda Guerra Mundial ha diluido este conflicto, la división entre católicos y protestantes ha sido citada como una dinámica en el debate republicano, especialmente en relación con la campaña del referéndum en 1999. Sin embargo, otros han dicho que las tensiones entre católicos y protestantes - al menos en el sentido de un conflicto hiberno-británico - por lo menos hace cuarenta años que han muerto.
Asimismo se ha destacado, sin embargo, que la división entre católicos y protestantes se entremezcla con cuestiones de clase. Ciertamente, el republicanismo en Australia ha sido tradicionalmente respaldado con más fuerza por los miembros de la clase obrera urbana de ascendencia irlandesa católica, mientras que la monarquía es un valor fundamental asociado con los habitantes urbanos y rurales de ascendencia británica protestante y la clase media, en la medida en que se habían realizado llamados en 1999 de 300.000 súbditos británicos excepcionalmente emancipados que no eran ciudadanos australianos para serles impedidos de votar sobre la base en que votarían como un bloque lealista en un referéndum apretado.

### Valores sociales y la Australia contemporánea
Desde algunos puntos de vista, se ha argumentado, varias veces, que varias características de la monarquía están en conflicto con los valores australianos modernos. El carácter hereditario de la monarquía se dice estar en conflicto con el igualitarismo y la aversión de los privilegios heredados. Las leyes de sucesión son vistas por algunos como sexistas y los vínculos entre la monarquía y la Iglesia de Inglaterra como incompatibles con el carácter secular de Australia. En virtud del Acta de Establecimiento, aprobada por el Parlamento británico en 1701, el monarca tiene prohibido ya sea, ser católico, o casarse con un católico. Esta ley anula las leyes contra la discriminación de Australia que prohíben acuerdos en virtud de la cual los hombres tienen prioridad sobre las mujeres, o en las que llegar a ser o casarse con una católica invalida cualquier derecho legal.

## Propuestas para el cambio
Una propuesta típica de una república australiana prevé que la Reina y el Gobernador General sean reemplazados por un presidente o un Consejo Federal Ejecutivo. Hay un gran debate sobre el proceso de designación o elección que se utilizará y qué papel tendría dicha oficina.

### Métodos para la selección de un Presidente
- Elección
  - Únicamente por el Parlamento federal;
  - Por el parlamento federal y estatal (como en la India);
  - Por un voto popular (como en la República de Irlanda);

- Selección
  - Por el Primer ministro;
  - Por consenso entre el Gobierno y la oposición;
  - Por un Consejo Constitucional (conocido como el Modelo McGarvie);

Un enfoque minimalista alternativo para cambiar prevé la eliminación de la Reina y retener el Gobernador General. El modelo más notable de este tipo es el modelo McGarvie, mientras que los modelos copernicanos proponen reemplazar al monarca por un líder elegido mediante el sufragio directo. Estos modelos copernicanos permiten elecciones regulares y periódicas para el cargo de jefe de Estado, al tiempo que limita los poderes de reserva únicamente al Gobernador General electo. Un jefe de Estado electo popularmente tendría los mismos poderes que la reina, pero él o ella no podrían destituir al primer ministro. Si esto llegara a suceder, sería una novedad, pues todos los otros antiguos reinos de la Mancomunidad de Naciones han creado presidencias al convertirse en repúblicas.
Como alternativa se ha propuesto la abolición de las funciones del gobernador general y la monarquía y de tener sus funciones ejercidas por otros funcionarios constitucionales, como el portavoz.
Los australianos a favor de la monarquía constitucional y la Liga Monárquica Australiana argumentan que ningún modelo es mejor que el sistema actual y que el riesgo y la dificultad de cambiar la constitución se demuestra mejor por la incapacidad de los republicanos para respaldar un diseño definitivo.

### Modelos de proceso
Desde su fundación hasta el referéndum de 1999, el Movimiento Republicano Australiano (ARM, por sus siglas en inglés) apoyó el modelo bi-partidista, que daría lugar a un Presidente elegido por el Parlamento de Australia, con las facultades que posee actualmente el Gobernador General. Se argumenta que la exigencia de una mayoría de dos tercios en una votación de las dos cámaras del parlamento se traduciría en una cita bipartidista, previniendo así que un político partidista se convierta en presidente.